# Cirrospilus pax
Cirrospilus pax är en stekelart som först beskrevs av Girault 1913.  Cirrospilus pax ingår i släktet Cirrospilus och familjen finglanssteklar. Inga underarter finns listade i Catalogue of Life.